# مركز الإمارات للدراسات والبحوث الاستراتيجية
مَركز الإِمَارات لِلدِّرَاسَات والبُحُوث الإِسترَاتِيجِيَّة (ECSSR) هو مركزٌ بحثي تأسَّس في 14 مارس (آذار) 1994 بموجب قرار الشيخ خَلِيفة بِن زَايِد آل نهيَآن رئِيس دَولة الإِمَارات العربيَّة المُتَّحِدة حِينما كان سموه يشغل منصِب ولِي عهِد أَبُوظبِي ونائِب القائد الأَعلى للقوات المسلحة. ويحتل مركز الإِمارات مكَانة متميزة فِي مجال الدراسات الإِستراتِيجِيَّة والسِياسية والاِقتصادية ؛ نظراً لمَّا يتمتَّعبه مِن استِلالِيَّة، وما يحظى به من دعم ؛ إضافةً إِلى اعتماده منظوراً إستراتِيجِياً فِي مُعالجة القضايا الَّتي يهتم بها، واِستِقطابه الكوادر البحثيَّة من شتَّى أَنحاء العالم.

## نشأة المركز
فِي سِياق حِرص قِيادة دولة الإِمَارات على ترسِيخ دعائِم الدَّولة العصرِيَّة ذات المُؤسِّسات المُواكِبة لِلتَّطوُّرات العِلمِيَّة والبحثِيَّة فِي العالِم، تأسَّس مَركز الإِمَارات لِلدِّراسات والبُحُوث الإِستراتِيجِيَّة فِي 14 مارِس / آذار عام 1994م مُوجِّب قرَار صَاحب السُّمُو الشَّيخ خَلِيفة بِن زَايِد آل نهيَآن رئِيس الدَّولة « حفظه الله » ولِي عهِد أَبُوظبِي ونائِب القَائِد الأَعلى لِلقُوَّات المُسلَّحة آنذاك. وكان أَوّل رئِيس لِلمركز جَمال سَند السُّوِيدِيّ
وفي 2020 أصدر الشيخ خليفة بن زايد آل نهيان مرسوما اتحاديا بتعيين الدكتور سلطان محمد النعيمي، مديرا عاما لمركز الإمارات للدراسات والبحوث الاستراتيجية.
ووفقاً لِتوجِيهات صَاحِب السُّمُو الفرِيق أَوّل الشَّيخ محمَّد بِن زَايِد آل نهيَآن، ولِي عهِد أَبُوظبِي ونائِب القَائِد الأَعلى لِلقُوَّات المُسلَّحة رئِيس مَركز الإِمَارات لِلدِّراسات والبُحُوث الإِستراتِيجِيَّة، أَصبح المركز مُؤسَّسة مُستقِلَّة مُتخصِّصَة فِي البُحوث العِلمِيَّة والدِّراسات الاِجتِماعِيَّة والاِقتِصادِيَّة والسِّياسِيَّة ذات الأهمِّية بِالنسبة لِدولة الإِمَارات العربيَّة المُتَّحِدة ومِنطقة الخلِيج والعالِم العربِيّ بِأُسرِه.
وفِي يُونيُو / حزيران مِن عام 2005م، اِنتقل المركز إِلى مقرّه الجدِيد، الّذِي رُوعي فِي تصمِيمِه تلبية اِحتِياجات المركز، وَتَعزِيزُ دُورِهِ الرَّائِد فِي المجالات الأكادِيمِيّة والبُحُوث. وقد اِجتذب المركز مُنذُ تأسيسِه اِهتِمام المعنِيِّين كونه مُؤسَّسة أكادِيمِيّة مُلتزِمة ذات توجه تنِمُّوي، فكان لِهذِه المكانة المعرَّفِيَّة دورُها فِي اِستِضافتِه أَعدادٌ غفِيرة مِن كبار الشَّخصِيَّات الَّتِي تزور الدَّولة، مِن بينهم زُعماء سِياسِيُّون ومُفكِّرُون ومسؤُولُون رفيعُو المُستَوى وعُلماء وباحِثُون.

## أَهدافٌ المركز
تتلَخَّص مُهِمَّة المركز فِي الاَهداف التَّالِية :
1. إِجراء الدِّراسات والبُحُوث حول الموضُوعات المُتعلِقة بِالأَمنِ القومِيّ والرَّفاهة الاجتماعية والاِقتِصَادِيَّة بِدولة الإِمَارات العربيَّة المُتَّحِدة ومِنطقة الخلِيج العربِيّ على وجه التَّحدِيد، وغيرها مِن المُوضُوعات ذات الأَهمِّيَّة والصِّلَة على الصَّعِيد الدُّولِيّ.
2. تقديم برامِج خاصَّة لِخدمة المُجتمع، مِن خِلال الأَنشِطة العِلمِيَّة وتنظِيم النَّدوات والمُحاضِرات والمُؤتمِرات ووُرش العمل المُتخصِّصة والحلِقات الدِّراسِيَّة والمُحاضِرات الهادِفة، والَّتِي تبحث فِي المُوضُوعات المُتَّصِلة بِعمل المركز واِهتِماماتِه البحثِيَّة. كما يُسهِم المركز بِفعَّالِيَّة فِي تطوِير المهارات الوظِيفِيَّةَ لِلكوادِر البحثِيَّة مِن مُواطِنِي الدَّولة مِن خِلال البرامِجِ التَّدرِيبِيَّة.
3. تقديمُ الدَّعم لِدوائِر صنع القرار الحُكُومِيَّة مِن خِلال اِعداد التّقارير بِشأن أَفضل البدائل السِّياسِيَّة ذات الصِّلة، وكذا توفِيرِ البُحوث القيِّمة لِصنَّاع القرار.

## إِصداراتٌ المركز
وصل عددُ إِصداراتٌ المركزِ مُنذُ نشأَتِه عام 1994م حتى عام 2015م إِلى أَكثر مِن 1000 اِصدار، وتشمُل هذِه الإِصدارات:
- الكُتُب العربِيَّة.[4]
- الكُتُب الإِنجِلِيزِيَّة.
- سِلسِلة مُحاضرات الإِمَارات (عربِيّ).
- سِلسِلة مُحاضرات الإِمَارات (إِنجِلِيزِيّ).
- سِلسِلة اَوراق الإِمَارات EOP.
- دِراسات عالمِيَّة.
- دِراسات إِستِراتِيجِيَّة.